# 牡丹市場

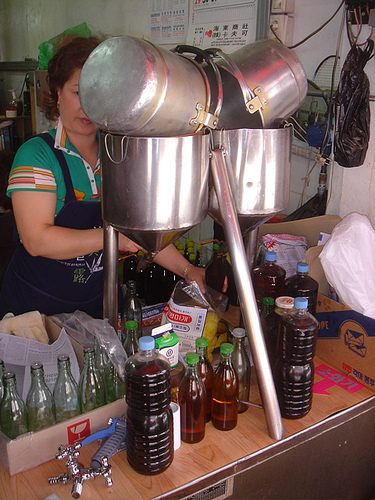
牡丹市場中的麻油攤販

牡丹市場（韓語：모란시장 / 牡丹市場）是一間位於大韓民國京畿道城南市的市集。該市集於每月的4、9、14、19、24、29日開市。距離該市場最近的車站為首爾地鐵8號線、韓國鐵道公社盆唐線的牡丹站。其中該市場最有名的特產是狗肉。